# Площадь Конституции (Киев)
Площадь Конституции (укр. Площа Конституції) — площадь в Печерском районе Киева. Расположена между улицей Михаила Грушевского, Верховной Радой Украины и Мариинским парком. Известна с середины XVIII века, когда была создана в связи с возведением Мариинского дворца. До 1854 года на площади располагались Присутственные места, проходили парады и учения. В 1847 году был заложен Мариинский парк.
После постройки здания Верховного совета УССР в конце 1930-х годов площадь получила название Октябрьской, позже — площадь Верховного Совета УССР. С 1977 года — Советская площадь. Это название вышло из употребления в начале 1990-х годов. Около 10 лет площадь просуществовала без определённого названия. Нынешнее название было утверждено 20 июня 2002 года.

## Транспорт
- Станция метро «Арсенальная» (0,7 км)
- Автобусы 24, 62